# Juan Castañeda (artista)

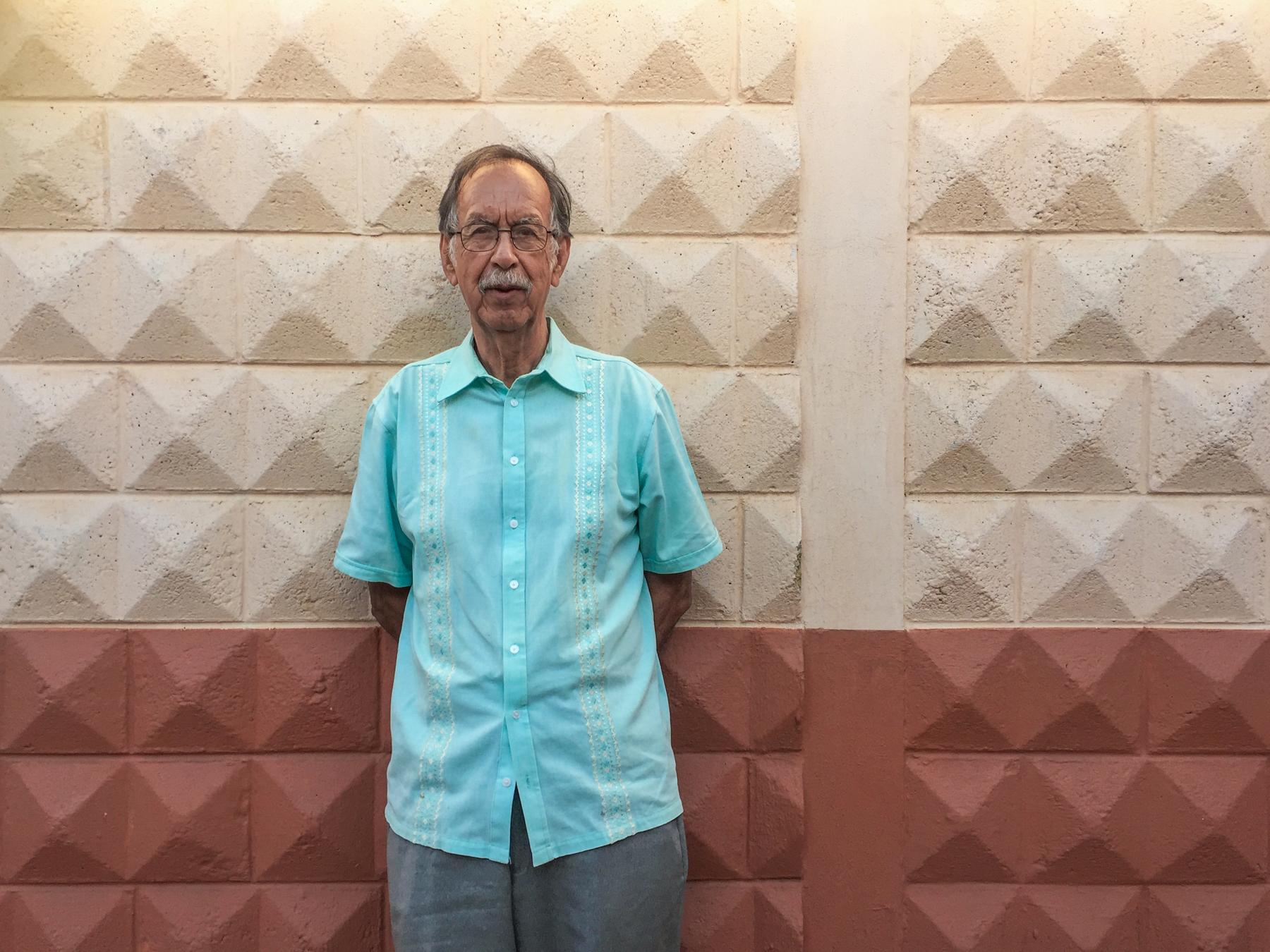
Juan Castañeda, artista hidrocálido

Arnulfo Castañeda Ramírez (Ciudad de Aguascalientes, 1942), conocido por Juan Castañeda, es un artista dedicado a la pintura y la fotografía. Fue profesor, difusor, promotor, crítico y gestor del arte en el Centro de Artes Visuales de Aguascalientes.

## Biografía
Juan Castañeda nació en 1942 en la ciudad de Aguascalientes, en la calle Rincón del barrio de San Marcos. Su padre fue ferrocarrilero y su madre ama de casa. Su interés por el arte comienza en la adolescencia cuando un amigo suyo, le propuso ingresar en el Instituto Aguascalentense de Bellas Artes. Ingresa al INBA en septiembre de 1962 a junio de 1963. Sus maestros dentro de esta institución fue Salvador Delgado y Alfredo Zermeño.
Fue hasta 1964 que ingresó en la Escuela Nacional de Pintura, Escultura y Grabado La Esmeralda en donde cursó materias de teoría del color, perspectiva e historia del arte. Sus maestros en el instituto fueron Eduardo Castellanos, Rolando Arjona y Benito Messeguer (siendo este último el que tuvo mayor influencia en el artista).

### Carrera artística
Ha realizado más de 50 exposiciones individuales y más de 150 colectivas. Impartió clases en La Esmeralda, en el Taller Nacional del Tapiz, en la Universidad Autónoma de Aguascalientes y la Universidad de las Artes. Fue director fundador del Centro de Artes Visuales. Ha sido jurado de concursos y bienales locales, nacionales y regionales, así como colaborador en medios impresos y radiofónicos locales y nacionales. Ha impartido talleres, cursos y conferencias en varias ciudades. Fue miembro del Sistema Nacional de Creadores de Arte, emisión 2010.

## Estilo artístico
Su estilo artístico se formó gracias a su paso por La Esmeralda, el INBA, las enseñanzas de Messeguer, lo que escuchaba y veía.
La técnica que más utiliza es el óleo, aunque también el acrílico, la acuarela y el dibujo. Se ha desarrollado en la escultura empleando fierro soldado y lámina. Su paleta es hasta cierto punto caótica, tiene plastas de capas de pintura y cuando se vuelva muy pesado cargarla, la colgará con otras que son parte de su colección. Prefiere pintar sentado.
Castañeda es un artista conceptual, por lo que en sus trabajos veremos el manejo de diferentes materiales, formas y temas.

## Obras
De sus obras colectivas participó en el Museo San Carlos, Museo de Arte Moderno, Museo del Palacio de Bellas Artes, Museo Tamayo y Museo Cuevas.
También es importante mencionar su participación y selección en una de las Bienales de dibujo “Joan Miró” de Barcelona y en la 1.ª Bienal de la Habana, la selección en los más importantes concursos y bienales de México: Tamayo, Rivera, de Monterrey, de Yucatán, Zalce, Michel Pedro Coronel, Iberoamericana, etc.

### Lista de obras
- Sombra, 2018, técnica óleo, acrílico y material de cargo sobre madera.[7]
- A la fiesta, 2020, técnica óleo, acrílico y lápiz sobre papel amate montado en tela.[7]
- En primavera, 2020, técnica óleo, acrílico, recortes de fotografía y arena sobre madera.[7]
- Cada quien, 1971, técnica mixta sobre tela.[8]
- Variaciones negras N4, 1970, técnica mixta.[9]

## Exposiciones
Cuenta con más de 50 exposiciones individuales y 150 colectivas.
- 1971   Metales, Galería Chapultepec, Ciudad de México[5]
- 1972   Escultura metálica, Instituto Politécnico Nacional, Ciudad de México[5]
- 1973   Pintura, Casa Museo Diego Rivera, Guanajuato, Gto.[5]
- 1974   De frivolidades, trivialidades y banalidades, Museo Posada, Aguascalientes, Ags.[5]
- 2008   Esto, lo otro, y aquello, en la que se recoge una compilación de su obra, desde la etapa en la década de los setenta, durante su estudio en la Escuela Nacional de Pintura y Escultura del Instituto Nacional de Bellas Artes (La Esmeralda), hasta piezas de más reciente factura.